# 2020年辽宁开原持刀伤人案
2020年辽宁开原持刀伤人案又名辽宁12.27开原持刀杀人案，2020年12月27日早8时14分，遼寧省鐵嶺市开原市的62岁男子杨某峰携带尖刀从家中步行出门，在开原市老友谊饭店二部附近对过路群众突然随机捅刺，造成7人死亡、6人受伤。1名警察出警抓捕時也受傷。8时28分，警察将杨某峰围堵在开原市金普盛浴门前，杨某峰拒捕，警察於是鸣枪警告，杨某峰則將刀抛向警察，警察上前将其逮捕。目前，7名伤者均已脱离生命危险。

## 嫌疑人
杨某峰儿子离世，妻子离异，杨某峰本人又性格孤僻，对社会产生不满情绪，警方認為上述因素是杨某峰行兇原因。